# Maltese First Division 1923/1924
Soutěžní ročník Maltese First Division 1923/24 byl 13. ročníkem Maltese First Division, nejvyšší maltské fotbalové ligy. Soutěž byla v této sezóně zúžena z 6 na 5 účastníků. Šampionem se podruhé v řadě stala Sliema Wanderers.

## Tabulka
| Poř. | Tým               | Z | V | R | P | VG | OG | B |
| ---- | ----------------- | - | - | - | - | -- | -- | - |
| 1.   | Sliema Wanderers  | 4 | 4 | 0 | 0 | 9  | 1  | 8 |
| 2.   | Vittoriosa Rovers | 4 | 2 | 0 | 2 | 5  | 4  | 4 |
| 3.   | Valletta United   | 4 | 2 | 0 | 2 | 4  | 4  | 4 |
| 4.   | Sliema Rangers    | 4 | 1 | 0 | 3 | 5  | 8  | 2 |
| 5.   | Msida Rovers      | 4 | 1 | 0 | 3 | 3  | 9  | 2 |

|  | Vítěz ligy |